# Kaufering
Kaufering è un comune tedesco di 9 838 abitanti, situato nel land della Baviera.
Il suo territorio è attraversato dal fiume Lech.